# Sínfitos
Sínfitos (Symphyta) era até recentemente uma subordem de insectos da ordem Hymenoptera. No entanto, o termo não é mais considerado de uso oficial em taxonomia, uma vez que ficou claro que trata-se de um agrupamento parafilético de linhagens semelhantes: ou seja, não designa um grupo evolutivo natural de animais. De qualquer forma, ainda hoje o termo "Symphyta" é bastante usado em um contexto menos formal, por conta da praticidade, para se referir a uma parte importante da diversidade desta ordem de insetos. Entendem-se por Symphyta aquelas linhagens mais primitivas de himenópteros, cujos primeiros registros fósseis por vezes datam de uns 200 milhões de anos. Como principais características que agrupam estes insetos: são insetos geralmente de porte médio a grande, alimentam-se de tecidos vegetais (fitofagia) assim apresentando larvas semelhantes às lagartas da ordem Lepidoptera, não possuem um estreitamento marcante separando o tórax do abdômen (não possuem a "cintura de vespa"), têm um ovipositor geralmente marcante achatado lateralmente como uma lâmina, e possuem escultura no tórax para acomodar as asas quando em repouso.
Podem ser referidas pelo nome comum de vespas-serra, vespa-porta-serra, moscas-serra  devido à aparência do ovopositor em forma de lâmina serreada, utilizado pelas fêmeas para perfurar tecidos vegetais das plantas para depositar os seus ovos. Algumas espécies podem causar danos económicos substanciais em florestas e plantas de cultivo, a exemplo da vespa-da-madeira, Sirex noctilio, principalmente praga de Pinus no Brasil. Algumas espécies possuem ainda os ovopositores afilados como agulhões para penetrar a madeira.
Uma das linhagens dos táxons agrupados como Symphyta teria dado origem à subordem Apocrita (vespas, abelhas e formigas), sendo atualmente considerada como mais provavelmente a família Orussidae, por ser é a única linhagem de Symphyta cujas espécies se desenvolvem como parasitoides de outros insetos .

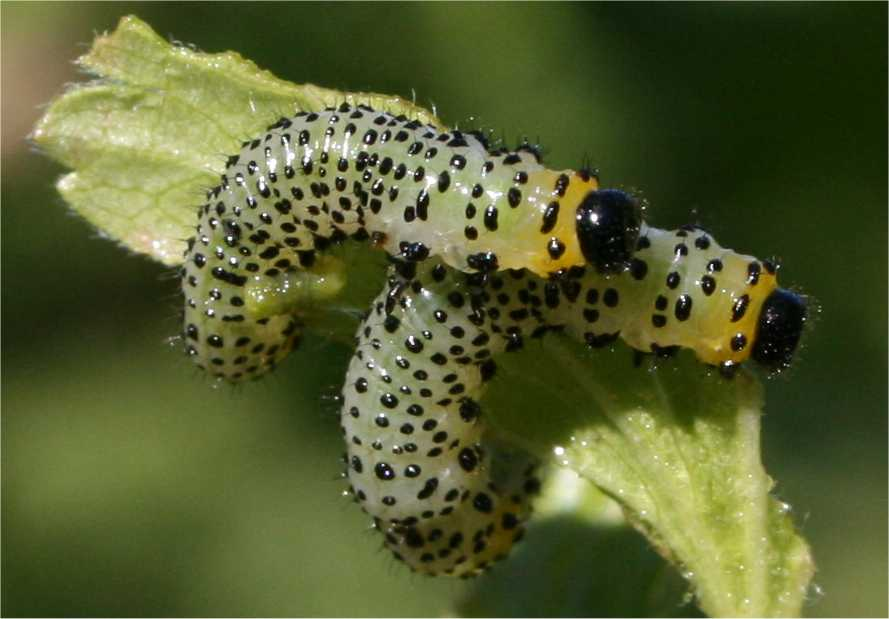
Larva de Nematus ribesii, família Tenthredinidae.

## Ciclo vital

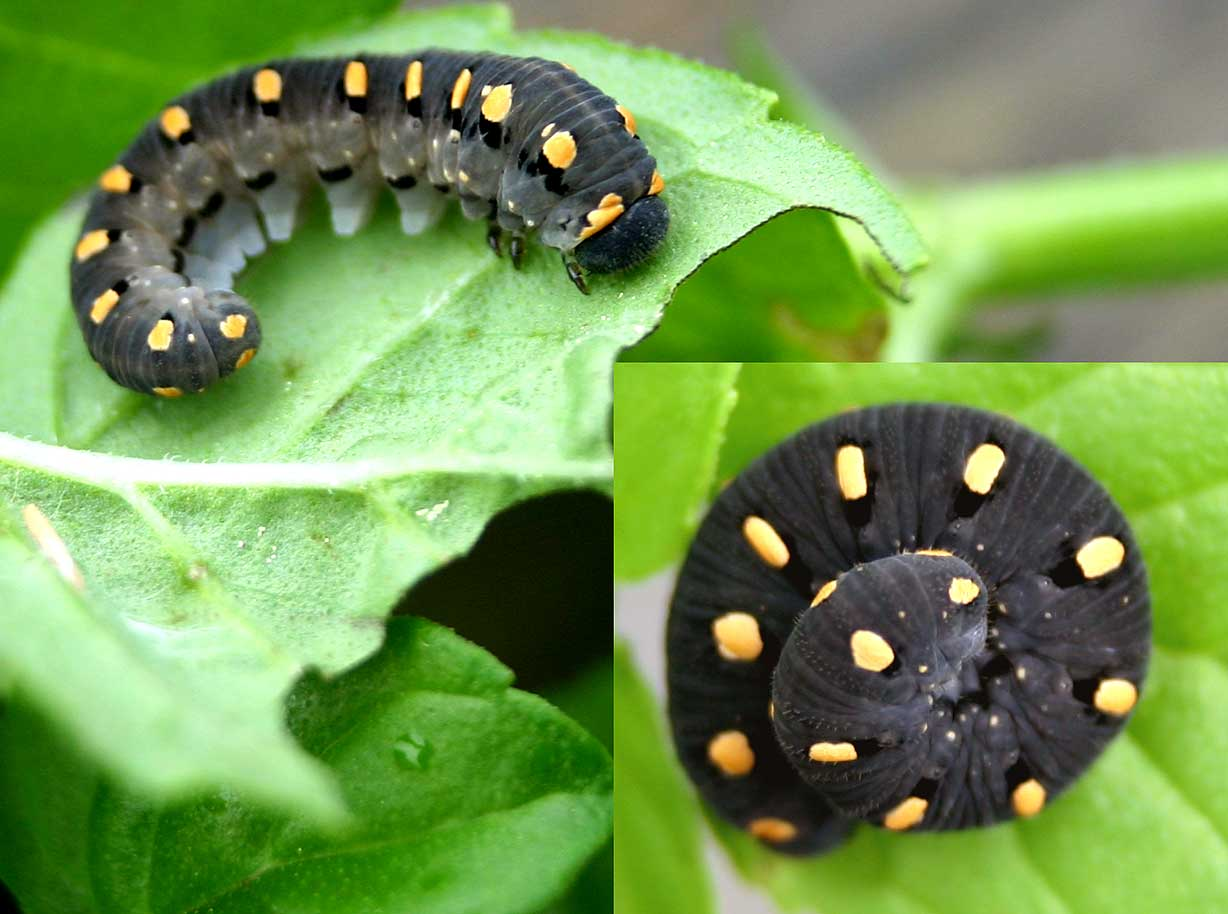
Larva de Tenthredo marginella

As larvas são morfologicamente semelhantes às lagartas dos lepidópteros, mas diferem destas por apresentarem seis pares de pernas em vez de cinco ou menos; suas pernas falsas carecem de garras. Costumam passar por 5 ínstares larvais durante o desenvolvimento, sendo relativamente pouco estudadas.  As larvas de algumas poucas famílias, como por exemplo Orussidae, alimentam-se no interior das plantas e carecem de pernas ou têm-nas muito reduzidas. Outra diferença é que possuem um só par de olhos simples ou ocelos, enquanto que as lagartas possuem mais. São herbívoros, desenvolvendo-se numa ampla variedade de plantas, sendo bastante específicas no tipo de planta utilizada como alimento, geralmente alimentam-se externamente. As larvas de várias espécies exibem o comportamento de minar folhas, de as enrolar, ou de formar galhas. Três famílias são estritamente xilófagas e uma família é parasita. 
Geralmente têm uma única geração por ano. Passam o inverno em forma de larva madura ou de pupa envolta num casulo ou em algum lugar refugiado; os que se alimentam externamente comedores externos no solo e os internos no interior da planta. Algumas espécies, especialmente as de maior tamanho, necessitam mais de um ano para completar seu ciclo vital. Os adultos são predadores, sobretudo de outros insectos, mas outros também se alimentam de néctar.

## Superfamílias e famílias
Geralmene consideram-se as seguintes superfamílias e famílias:
- Cephoidea
  - Cephidae
- Orussoidea
  - Orussidae
- Pamphilioidea
  - Megalodontesidae
  - Pamphiliidae
- Siricoidea
  - Anaxyelidae
  - Siricidae
- Tenthredinoidea
  - Argidae
  - Blasticotomidae
  - Cimbicidae
  - Diprionidae
  - Pergidae
  - Tenthredinidae
- Xiphydrioidea
  - Xiphydriidae
- Xyeloidea
  - Xyelidae